# سینگر رودستر
سینگر رودستر (Singer Roadster) خودرویی است که در سال‌های ۱۹۳۹ تا ۱۹۵۵>۱۱٬۰۶۳ approx produced در کاونتری و انگلستان تولید شده‌است.
طراحی آن خودروهای موتور جلو-محور عقب بوده طول آن در حالت طبیعی ۱۵۱ اینچ (۳٬۸۳۵ میلیمتر)، عرض آن در حالت طبیعی ۵۸ اینچ (۱٬۴۷۳ میلیمتر) و ارتفاع آن در حالت طبیعی ۵۸ اینچ (۱٬۴۷۳ میلیمتر) است.